# Pelileo Sporting Club
El Pelileo Sporting Club es un equipo de fútbol profesional de la Provincia de Tungurahua, Ecuador, con sede en la ciudad de Pelileo. Fue fundado el 8 de noviembre de 2007 y actualmente juega en la Segunda Categoría de Ecuador. El club está afiliado a la Asociación de Fútbol Profesional de Tungurahua. El Pelileo Sporting Club es el único equipo en poseer la posición de invicto en Tungurahua y en 2 ocasiónes en el fútbol profesional ecuatoriano desde 1968.

## Historia
El Pelileo Sporting Club es un equipo de fútbol ecuatoriano fundado el 8 de noviembre de 2007 en la ciudad de Pelileo. El presidente del club es José Aladino Carrasco Villegas, nativo de la misma ciudad. El equipo adoptó los colores de la bandera de Pelileo, rojo, blanco y verde, como símbolo de su pertenencia a la comunidad.
El Pelileo Sporting Club tuvo un comienzo exitoso, logrando su ascenso a los zonales en su primer año de existencia. En 2007, el equipo se coronó campeón invicto de la Liga Amateur, derrotando a equipos como el Mushuc Runa y el Colegio Japón. En 2008, el club ganó el Campeonato de Segunda Categoría y ascendió a los zonales como el mejor equipo.
Durante su carrera en los zonales, el Pelileo Sporting Club derrotó a equipos como Brasil, América de Ambato, El Globo, Bolívar y Libertad. En su temporada inaugural, el equipo fue dirigido por César García.
En 2012, el Pelileo Sporting Club fue sancionado por conducta antideportiva durante un año por la Federación Ecuatoriana de Fútbol (FEF).
Uno de los partidos más recordados del club fue contra el Indi Native Ñawpa en Pelileo, en el que obtuvo la mayor goleada en la historia del fútbol a nivel nacional y de clubes, con un resultado final de 44-1. Este marcador superó la cifra récord que previamente ostentaban Australia y Colón FC en sus partidos contra Samoa Americana y Deportivo del Valle, respectivamente.

## Símbolos

### Escudo

Emblema de la ciudad de Pelileo

El Pelileo Sporting Club ha experimentado diversas modificaciones en su escudo a lo largo de los años, culminando en su actual versión antes del inicio de la temporada 2023. 
El diseño del escudo del PSC combina elementos del emblema de la ciudad de Pelileo, representando su historia y su gente, y simboliza la fuerza, el trabajo y la constante renovación que definen a este equipo ecuatoriano.
El perfil del escudo tiene forma de un libro abierto, en cuyo interior se encuentra la bandera de Pelileo, rodeado por un borde dorado que evoca la riqueza de esta ciudad y su gente.
En la esquina superior izquierda, podemos encontrar un marco hecho de cadenas, estas representan la unión y están conformadas por figuras repetitivas romboidales que recuerdan a los patrones utilizados por los Panzaleos, los primeros habitantes de la ciudad de Pelileo antes de la llegada de los conquistadores.

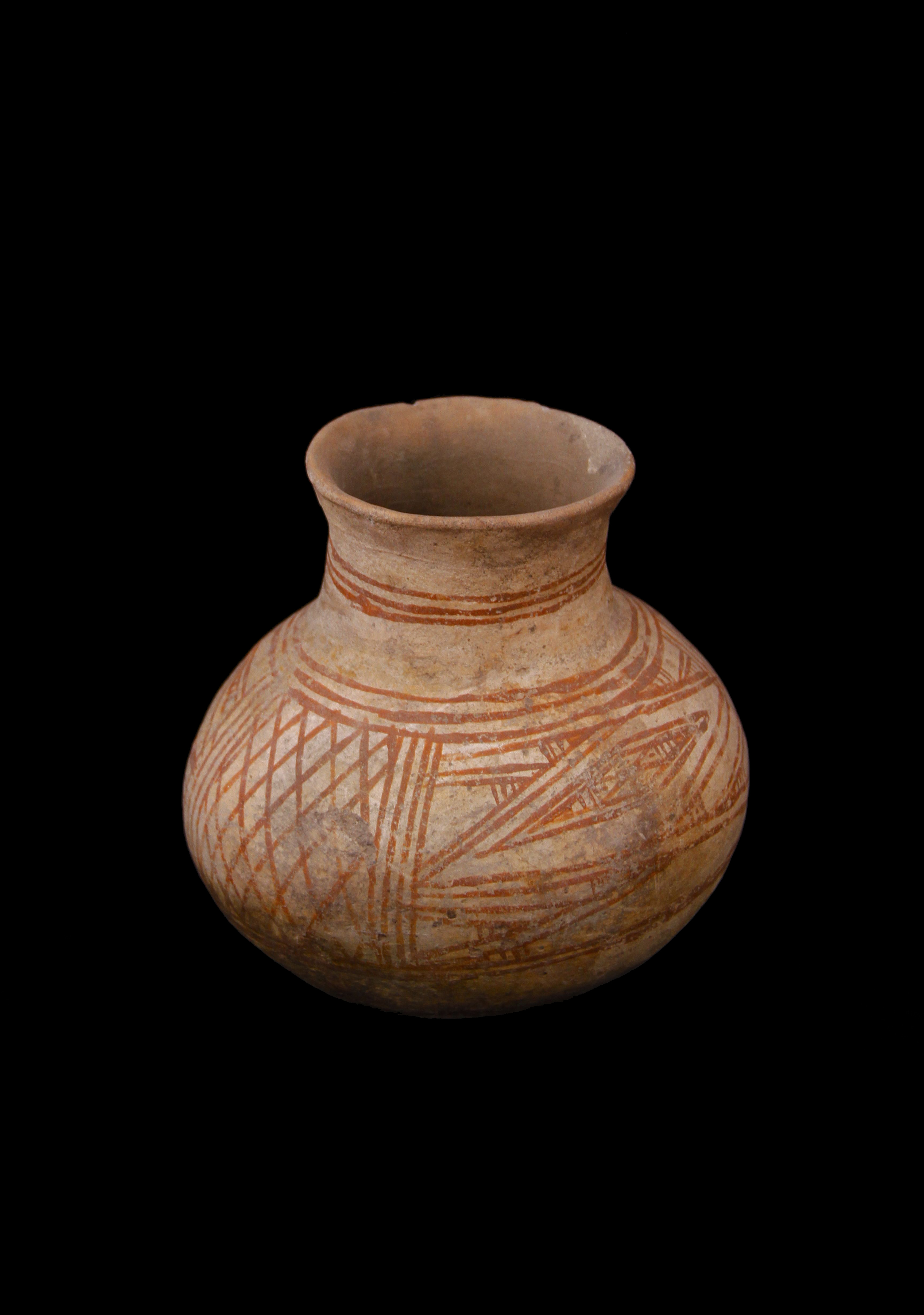
Arte Panzaleo

En el escudo también se pueden encontrar un yunque y una azada, estos símbolos representan el trabajo honesto y la fuerza reflejada en el equipo pelileño. Así mismo, encontramos las 9 estrellas que representan las 9 parroquias originales de la ciudad en donde nació el club.
El escudo del PSC cuenta también con un Fénix, que representa el constante renacer y es símbolo de esta ciudad ecuatoriana. En su parte inferior, hay una inscripción en árabe con el año de fundación del equipo (2007), todo esto se sitúa sobre un fondo color azul que recuerda al color del producto principal de la ciudad de Pelileo, los jeans. Finalmente, en el corazón del escudo se encuentran 7 estrellas que representan los logros más destacados alcanzados hasta la fecha en conjunto con sus siglas representativas.

## Datos del Club

### Participaciones
Con 11 títulos a nivel provincial, Pelileo Sporting Club es uno de los clubs con más experiencia y trayectoria en la segunda categoría del fútbol ecuatoriano.
Campeonatos Provinciales (11)
| Título                                                 | Posición Alcanzada | País    | Año  |
| ------------------------------------------------------ | ------------------ | ------- | ---- |
| Campeonato Provincial de la Liga Amateur de Tungurahua | Campeón Invicto    | Ecuador | 2007 |
| Segunda Categoría de Tungurahua                        | Campeón Invicto    | Ecuador | 2008 |
| Segunda Categoría de Tungurahua                        | Vicecampeón        | Ecuador | 2009 |
| Segunda Categoría de Tungurahua                        | Campeón Invicto    | Ecuador | 2010 |
| Segunda Categoría de Tungurahua                        | Campeón            | Ecuador | 2012 |
| Segunda Categoría de Tungurahua                        | Campeón            | Ecuador | 2014 |
| Segunda Categoría de Tungurahua                        | Campeón            | Ecuador | 2015 |
| Segunda Categoría de Tungurahua                        | Campeón            | Ecuador | 2016 |
| Segunda Categoría de Tungurahua                        | Vicecampeón        | Ecuador | 2019 |
| Segunda Categoría de Tungurahua                        | Vicecampeón        | Ecuador | 2021 |
| Segunda Categoría de Tungurahua                        | Vicecampeón        | Ecuador | 2023 |

Campeonatos Nacionales (9)
| Título                                           | Posición Alcanzada            | País    | Año  |
| ------------------------------------------------ | ----------------------------- | ------- | ---- |
| Segunda Categoría de Ecuador (Ascenso a Serie B) | Muerte Súbita Primera Fase    | Ecuador | 2008 |
| Segunda Categoría de Ecuador (Ascenso a Serie B) | 6to Grupo C Segunda Fase      | Ecuador | 2009 |
| Segunda Categoría de Ecuador (Ascenso a Serie B) | 4to Grupo C Segunda Fase      | Ecuador | 2010 |
| Segunda Categoría de Ecuador (Ascenso a Serie B) | 3ro Grupo B Segunda Fase      | Ecuador | 2012 |
| Segunda Categoría de Ecuador (Ascenso a Serie B) | 4to Cuadrangular Final Final  | Ecuador | 2014 |
| Segunda Categoría de Ecuador (Ascenso a Serie B) | 4to Cuadrangular Final Final  | Ecuador | 2015 |
| Segunda Categoría de Ecuador (Ascenso a Serie B) | 3ro Zona 1 Segunda Fase       | Ecuador | 2016 |
| Segunda Categoría de Ecuador (Ascenso a Serie B) | 3ro Zona 6 Segunda fase       | Ecuador | 2019 |
| Segunda Categoría de Ecuador (Ascenso a Serie B) | Cuartos de final Quinta etapa | Ecuador | 2021 |

## Organigrama Deportivo

### Plantilla 2023
La procedencia de los jugadores indica el anterior club que poseía los derechos del jugador, pese a que este proceda de otro club cedido, en caso de ya pertenecer al PSC.